# 宫城事件
宫城事件（日语：／ Kyūjō jiken */?）是二战末期发生在日本東京宮城（今皇居在1888年到1948年的通稱）的一宗未遂军事政变。发生于日本投降前夕的1945年8月14日夜至8月15日，由陆军省和近卫师团少数少壮派参谋人员为中心发起，目的是为了阻止日本向盟军宣告投降。他们为此杀害了近卫第一师团长森赳，并伪造其命令调遣近卫步兵第二联队，一度占据了宫城。然而他们最终也未能说服掌握关键力量的陆军省首脑以及负责关东地区防务的东部军一同参与政变，从而政变流产，政变军人分别自杀或被捕，终战诏书的播送和日本投降得以按计划进行。

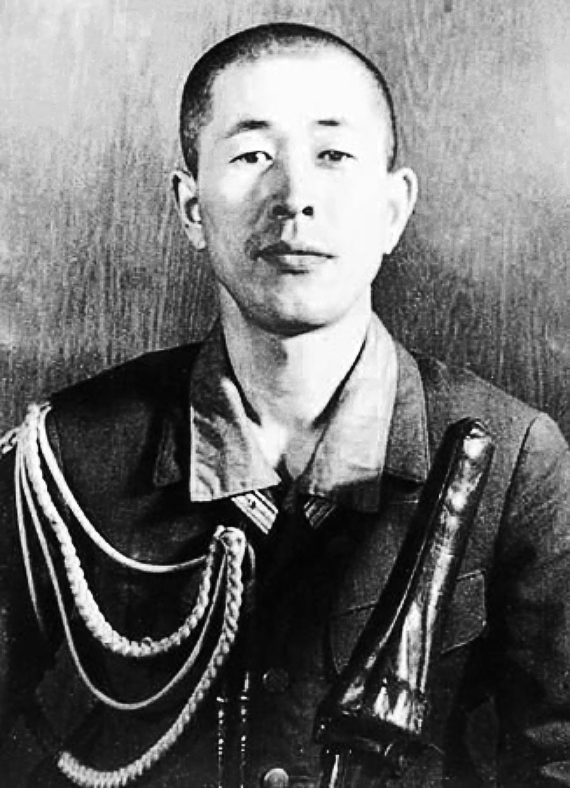
政变的主谋者之一畑中健二。

## 政变背景

### 决定接受波茨坦宣言

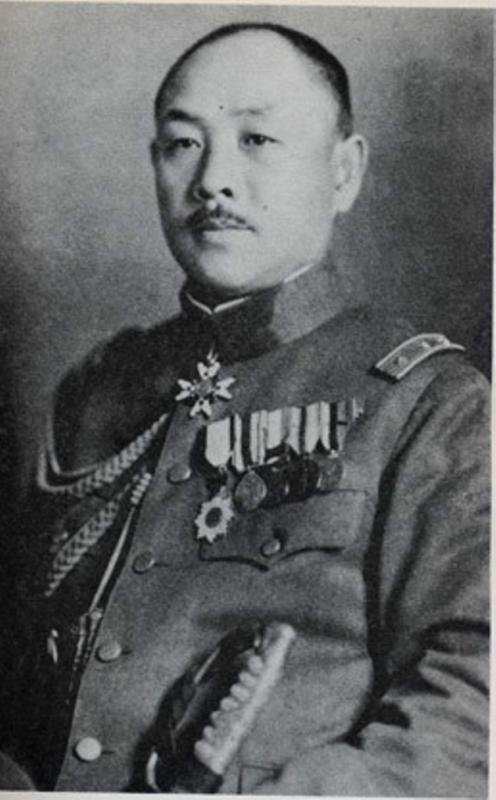
陆军大臣阿南惟几。他的态度对事变的发展起到了至关重要的作用。

1945年8月上旬，日本在太平洋战争中的失败看起来已无可避免。6日，广岛遭受原子弹袭击；9日，苏联对日宣战，蘇軍進攻滿洲國，同日长崎也遭到原子弹袭击。在这种情况下，日本政府内部支持接受波茨坦宣言的呼声也日益强烈。
8月9日，在皇宫举行的最高战争指导会议中，围绕是否无条件接受波茨坦宣言的问题发生了分歧。以首相铃木贯太郎、海军大臣米内光政和外务大臣东乡茂德为一方，主张只要盟军能够维持天皇地位（即“国体维持”），就可以无条件接受宣言；但以陆军大臣阿南惟几、陸軍参谋总长梅津美治郎及海軍军令部长丰田副武为代表的另一方则主张必须附加一些条件（如拒绝盟军进驻、自行审判战犯等）。
9日上午10时，会议在僵局中因故中断。次日凌晨0时，铃木贯太郎召集最高战争指导会议的与会者举行有天皇参加的御前会议。会议在皇宫内御文库地下室举行。在争论继续的情况下，铃木呈请天皇圣裁（聖断）。天皇随即表示赞同外相东乡的主张，会议遂做出了接受波茨坦宣言的决定。这一决定随后通过中立国瑞士和瑞典向同盟国传达，其中驻瑞士公使加濑俊一负责通知美国和中華民國国民政府，驻瑞典公使冈本季正则负责通知苏联和英国。

### 陆军不稳
御前会议的决定在陆军省许多主张抵抗到底的青年军官中间引起了轩然大波。10日上午在陆军省的会议中，青年军官们要求阿南惟几辞职，从而利用《明治憲法》漏洞逼迫内阁总辞职，以达到阻止无条件投降的目的。不過由於阿南並無此意，对此阿南以“有不服者，请先斩阿南”，對激烈的做法採取回绝的態度。
8月12日凌晨，旧金山广播开始播放同盟国方面的对日回覆。对于回复中的“subject to”一词，军队方面翻译为“隶属”一词，从而使得译文成为“天皇和日本政府统治国家的权力……隶属于盟军最高司令官”，这样一来，该回复无疑威胁了所谓“国体”，从而成为阿南、梅津要求继续战争的理由；而外务省方面则将之译为“受限于”，即“受限于盟军最高司令官”，用以反对军方的立场。另外，对投降决定不满的青年军官则在阿南妹婿竹下正彦带领下，再次向阿南提出阻止无条件投降的请求，却被阿南以“圣裁已下”为由二度拒绝。
12日下午的皇族会议上，大多数皇室成员（包括原朝鲜王族李垠和李鍵）都对接受波茨坦公告表示支持。但当夜的内阁会议上，阿南惟几、内务大臣安倍源基和司法大臣松阪广政仍然坚持反对，僵局持续到次日凌晨。而13日早间召开的最高战争指导会议，也是在长时间的争论之后才勉强作出了按照天皇意志履行无条件投降的决定。
阿南回到官邸，在官邸等待他的六位青年军官（军事课长荒尾兴功大佐，同课课员稻叶正夫中佐、井田正孝中佐，军务课员竹下正彦中佐，同课课员椎崎二郎中佐、畑中健二少佐）向他提出了下述“兵力动员计划”，并请求其支持：

- 动用兵力——东部军管區及近卫第一师团；
- 行动方针——调兵将铃木（贯太郎）、木户（幸一，内大臣）、东乡（茂德）、米内（光政）等主和派要人和皇居隔离开。随后戒严；
- 目的——在捍卫国体的条件得到确实保证之前绝不投降，继续谈判；
- 方法——以陆军大臣执行警戒时所拥有的局部地区应急出兵权，发动政变。

对此，阿南對找上門的政變方案没有正面表达支持或反对，而表示需要待次日（14日）与梅津美治郎会面后再作决断。
第二天上午7时，阿南、荒木在陆军省一同会见了梅津。梅津表示反对“兵力总动员计划”，并得到阿南的赞同。这意味着青年军官们当初的计划——先得到陆军大臣和总参谋长首肯，再争取东部军管區司令官和近卫师团长的方案——受到严重挫折。畑中等人只得自行寻找政变的志愿者。
上午10时50分，铃木为了排除军方的干扰，又策劃了一次御前会议，与会者除了最高战争指导会议全体成员和内阁全体成员，还有枢密院长平沼骐一郎、陆海军军务局长等，共计二十三人参加。在会上铃木再次请求天皇下达“圣裁”，在天皇表示将认同盟军答复，并愿意亲自向国民和官兵进行广播后，会议随即结束。随后，竹下等人再次向阿南提出《兵力部署第二方案》，這回自然的，因為已經獲得天皇授意，第二方案也遭到阿南的拒绝。
在此期间，主要是陸軍的高级将领们召开了一次会议，讨论了通过政变阻止投降事件的可能性（其中一些人确实考虑过这一问题）和如何處置等考慮。在长时间的沉默之后，参谋次长河边虎四郎提议，所有与会者应该联署一份协议，坚决执行天皇关于终战的圣裁。于是。包括阿南在内，杉山元、畑俊六、梅津美治郎、土肥原贤二、河边虎四郎及若松只一等高级将领，均在协议上署名。在梅津的建议下，若松稍后也将文件带给了航空总军司令官河边正三，后者也签了名。
下午1时许，日本广播协会的会长大桥八郎等人接到通知赶到内阁情报局，被命令尽快为天皇的终战诏书广播作准备。但关于诏书的字眼，阿南与米内等人的争论仍然持续，使得预定的录音时间大大推迟。直到夜间11时50分，天皇的停战诏书录音才录制完成。录音盘由侍卫德川义宽等人保管在了皇后宫事务所的轻金库内。

## 政变过程

### 政变准备
下午3时，畑中少佐求见东部军司令田中静壹。虽然顺利地得到接见，但畑中还是受到了田中静壹的严厉斥责，只得一言未发离开。田中在会面后曾对部下表示“此事如不引起注意，我们将会重蹈永田铁山的覆辙。”田中曾要求畑中回家，但后者并未听命。

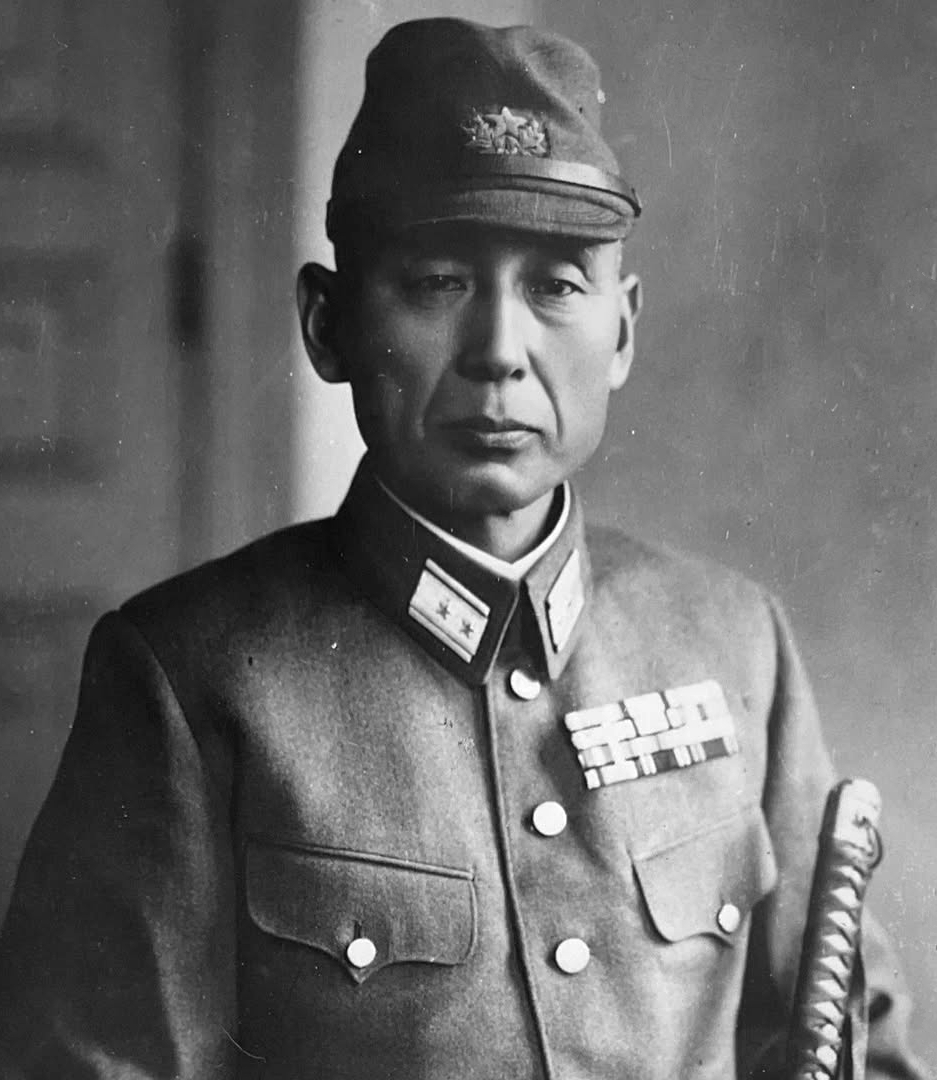
政变中被杀害的近卫师团长森赳。

另一方面，畑中等人也试图参入近卫师团的工作。如东条英机的女婿、近卫师团参谋古贺秀正少佐在此时也加入了政变的谋划。14日与15日的皇宫警备由近卫师团的步兵第二联队（联队长芳贺丰次郎）负责。该联队下设三个大队，本来采取轮流担当皇宫警备的方式，但在8月14日下午，除原定执勤的第一大队外，原本在司令部待命的第三大队也进入皇宫加强警备，并由芳贺直接担任指挥。虽然芳贺后来否认知悉政变军人的阴谋，但这一反常的调度表明这时芳贺可能已经同意了畑中等人的计划。下午五时，了解到这一情形的前首相近卫文麿为此专门向木户幸一发出警告，亦未引起木户的足够警觉。
政变军官也试图打探有关终战诏书录音的消息。古贺与另一位政变军官，同为近卫军团参谋的石原贞吉少佐曾试图在皇宫武官府内询问关于录音的详情，但并没有得到有用的信息。

### 森赳遇害
近卫师团的态度对于政变能否成功非常重要。井田、椎崎和畑中希望能够说服近卫师团长森赳，为此在师团参谋室苦等森纠召见。当时森正与其内弟白石通教中佐会面，井田、椎崎几次强行要求会见，终于在1时之前见到了森（畑中中途离开）。在会晤中森坚持反对发动政变的想法，只是承诺“会到明治神宫参拜后再作最后决断”。井田遂暂时离开了师团长室。这时畑中与航空士官学校的上原重太郎大尉、陆军通信学校的窪田兼三少佐走进师团长室，在毫无预兆的情况下，畑中突然向森师团长开枪，而上原则挥刀将森斩杀。当时也在屋内的白石中佐则被上原和窪田两人斩杀。

### 占据皇居
杀死森之后，原定凌晨2时开始的政变不得不提前开始。畑中和古贺等人开始着手发布伪造的师团命令。该命令内容如下：

近作命甲第五八四号

近师命令

八月十五日〇二〇〇

一、师团之使命是摧毁敌人谋略，维护天皇陛下，捍卫我国国体。

二、近步一长派主力部队占领东二东三营内广场（包含东部军作战室周边）和本丸马场附近，须对外保卫皇室的安全。另派一中队占领东京广播局，封锁广播线。

三、近步二长派主力部队在皇宫吹上地区对外守卫皇室的安全。

四、近步六长继续执行现在的任务。

五、近步七长派主力在二重桥前切断皇宫外围。

六、GK长派TK中队前进至代官町，主力待命。

七、近炮一长待命。

八、近工一长待命。

九、近卫机炮大队长以当前姿态守卫皇宫。

十、近卫一师通长派兵切断皇宫至师团司令部之间以外的皇宫通讯网。

十一、我于师团司令部据守。

近师长 森赳

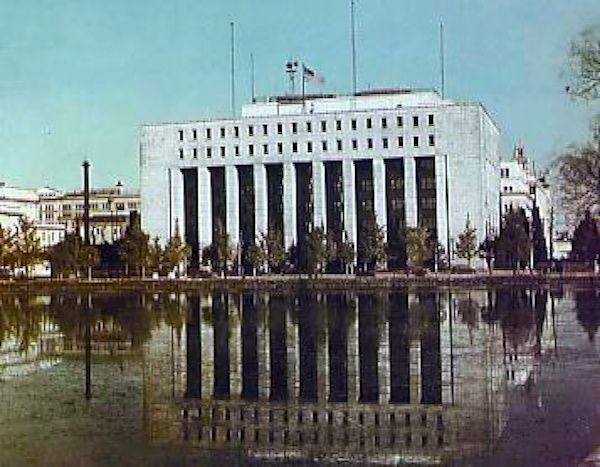
东部军司令部所在地——第一生命馆。巧合的是，终战诏书的录音器材准备也是在该楼内进行的。

此外，为了防止终战诏书播出，政变军人还向千代田区内幸町的广播会馆派出了部队，并切断了宫内省的电话线，解除了皇宫警察的武装。他们占领了所有宫门，禁止所有政变相关人员以外的出入。完成录音任务的情报局总裁下村宏和及其秘书官川本信正在离开皇宫时，在坂下门被近卫步兵第二联队第三大队的士兵逮捕。他们被押送到附近的一座建筑物中关押。随后，负责录音的NHK职员等也遭到了同样的命运，被抓捕和关押的共计有18人。
通过讯问这批被俘人员，畑中等人弄清了终战诏书录音已经完成的事实。为了找到天皇录音胶盘，畑中、古贺等人决定继续守住皇宫，并命令近卫兵对宫内省展开搜索。但由于近卫师团平日驻守在皇宫外围，对建筑物内部缺乏了解，因此搜索进展缓慢。当时身在宫内省的宫内大臣石渡莊太郎和内大臣木户幸一躲进地下金库室，侥幸躲开了政变部队的追捕。而安放在皇后宫事务所轻金库内的录音盘则因位置隐秘而安然无恙。

### 阿南自杀
政变军人中的竹下正彦，由于是阿南惟几妹婿的親戚关系，而被畑中健二委以最后尝试说服阿南的任务。但当竹下到达陆军大臣官邸时，阿南事实上已准备好切腹自杀。他将事先写好的辞世句与遗书交予竹下。其辞世句为：“深受君恩身，无言可遗世。”署名“陆军大将 惟几”。遗书则为“一死以谢大罪”，署名“陆军大臣 阿南惟几”。有人认为此处所谓“大罪”，既可能指无能以致战败之罪，也可能指未能对政变加以阻拦之罪。最终阿南在凌晨5时许日出后切腹自杀。

### 政变被镇压

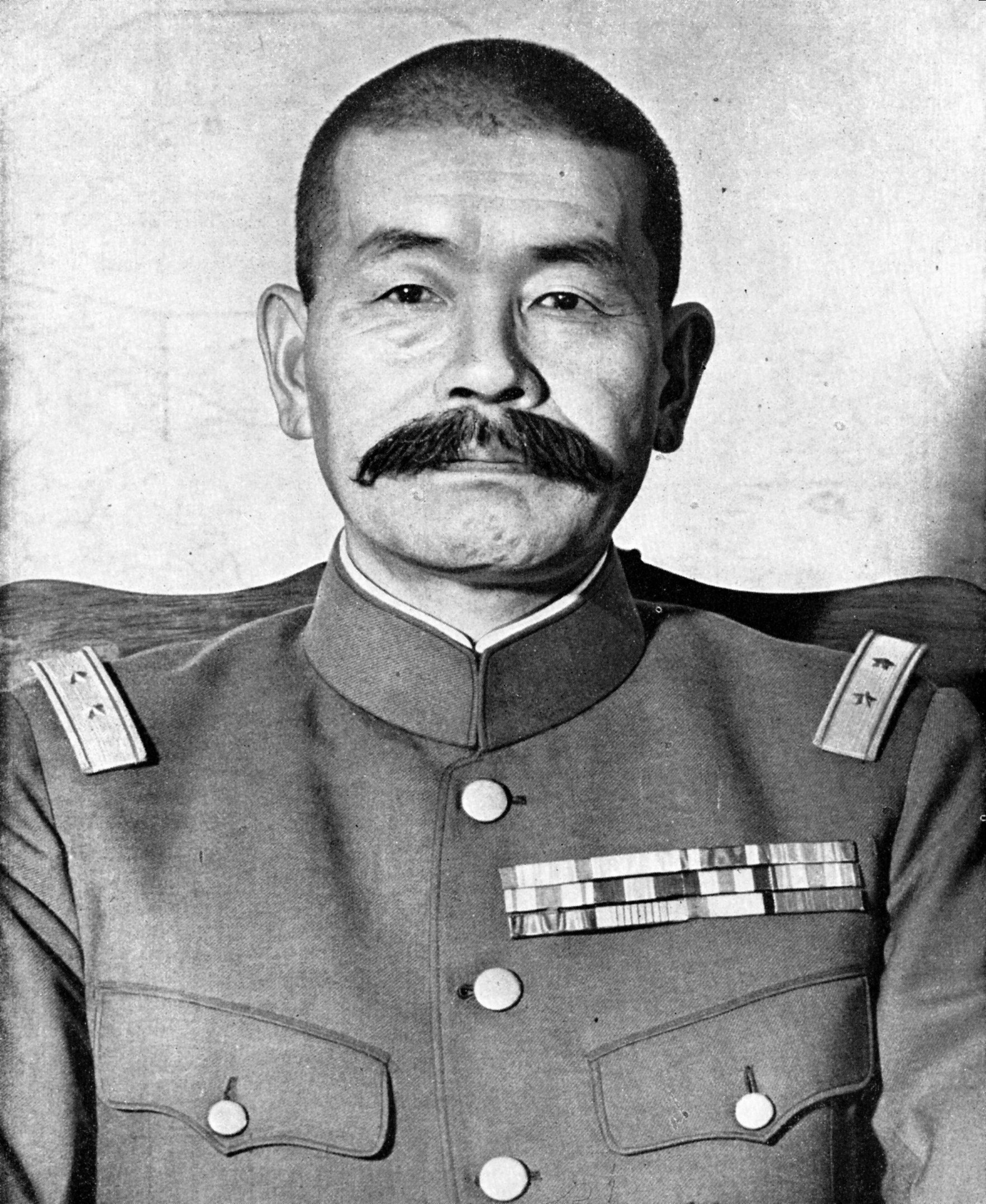
指挥镇压政变的东部军司令官田中静壹。他在政变结束后的8月24日开枪自杀。

东部军方面最早得到政变的消息是由井田和近卫师团参谋长水谷报告的。井田最初试图隐瞒森赳遇害的消息，在不得不承认此事实后，他仍试图说服东部军加入政变。对此东部军参谋长高岛辰彦采取了拖延战术，让在二二六事件时曾担当谈判任务的作战主任参谋板垣徹中佐与之对谈。高岛本人则向东部军司令官田中静壹作了报告。高岛主张在弄清形势后进行说服，而田中则主张强硬解决。直到近卫步兵第七联队长皆美貞作向东部军报告接到可疑命令（即畑中等人伪造的命令）后，东部军开始有所行动，派遣参谋前往探察近卫师团司令部的情况，加派兵力保护田中司令官，并命令近卫师团各部队长官紧急集合。意识到政变必将失败的井田则回到了畑中处，对其发出及早结束政变行动的警告。
到凌晨3时半，接到伪命令的部队长官到达东部军司令部，高岛向他们宣布了包括森赳被杀害、伪命令无效、东部军接管近卫師团指挥权以及立即解除皇宫包围在内的命令。至此，政变军人的计划已几乎破灭。而森和白石的死这时也得到了亲自前往近卫师团司令部的东部军参谋的确认。
这时芳贺的态度也发生了微妙的变化，他最初可能认为政变是由陆军大臣阿南所主导（并为师团长森赳所默许），因此轻易相信了政变计划。但随着阿南的久不露面和得知森遇害的消息，芳贺开始产生怀疑。最终在4时半前后，芳贺与高岛之间的电话被接通。这也使得芳贺与畑中等人彻底决裂。
稍后，与外界联系完全被切断的皇宫通过一条秘密线路与海军军令部取得了联系。5时10分——也就是天亮之后，田中静壹等来到近卫师团司令部。在此间负责指挥的石原贞吉少佐被捕。田中来到御文库觐见天皇，宣告政变已被镇压。

## 政变相关人物的结局
畑中健二在被芳贺等人赶出皇宫后，来到稍早已由政变军队占领的广播局，以武力威胁广播员，要求由自己向全国进行广播，反对接受波茨坦宣言，广播员则一再以技术原因为借口加以回绝；无奈之下，畑中和椎崎二郎两人分别骑马和摩托车，沿着皇宫四周散发号召继续抵抗的传单，最终两人在被逮捕前于皇宫前二重桥和坂下门之间的草坪上各自切腹并开枪自杀。
同日，古贺秀正在近卫师团司令部的森赳棺前切腹并开枪自杀。上原重太郎则是在回到学校继续煽动抵抗未果后，于8月19日切腹自杀。
8月17日发生了与宫城事件性质相似的水戶教導航空通信師團据守山头叛乱的事件，石原贞吉在前往劝说叛军投降时被叛军枪杀。
窪田兼三則在15日一度计划自杀，但后来又改变主意，计划绑架麦克阿瑟以达到继续抵抗的目的，最终因无人支持而放弃，转而在8月24日下午带领陸軍預科士官學校的学生占领了川口广播所，试图向全体国民申诉，但田中静壹率领宪兵部队将其轻易镇压，然而田中在当晚开枪射中心脏自杀，由于陆军中央决定战败时的一切行为都不属于犯罪，因此窪田不久就被释放，而他参与杀害森赳的事实直到三十多年后才公之于众。
井田正孝在15日夜也一度计划自杀，但被上司荒尾派出的部下阻攔，後於2004年去世，享壽91岁。竹下正彦则未自杀，战后进入自卫队服役，1989年去世。